# Vicente L. Benéitez
Vicente Luis Benéitez Claveli fue un político y diplomático mexicano, fue miembro del Partido Revolucionario Institucional (PRI) y sus antecesores. Fue diputado federal, senador y embajador de México en varios países. 

## Biografía
Realizó sus estudios de secundaria, preparatoria y profesionales en la Ciudad de México. Participó en la Revolución Mexicana y ejerció como periodista.
Fue elegido diputado federal suplente en dos ocasiones: a la XXXIII Legislatura de 1928 a 1930 por el Distrito 1 de Tlaxcala y a la XXXIV Legislatura de 1930 a 1932 por el Distrito 2 de Tlaxcala, en ambas siendo diputado propietario Carlos Fernández De Lara y sin haber sido llamado a ejercer el cargo en ninguna de las dos. En 1932 fue elegido diputado federal en propiedad, a la XXXV Legislatura que tuvo término en 1934 por el Distrito 5 del Distrito Federal.
En 1934 fue postulado por el Partido Nacional Revolucionario (PNR) a senador en segunda fórmula por el estado de Aguascalientes, resultando elegido para el primer periodo constitucional de seis años para los miembros de la cámara alta, de 1934 a 1940 que correspondería a las Legislaturas XXXVI y XXXVII. En 1940 fue aspirante a la candidatura del Partido de la Revolución Mexicana (PRM) a gobernador de Aguascalientes, pero el postulado fue Alberto del Valle Azuela.
Tras eso, inició una larga carrera como integrante del Servicio Exterior Mexicano que lo llevó a ser embajador de México en Nicaragua de 1941 a 1943, posteriormente recibió un nombramiento especial en la Secretaría de Relaciones Exteriores ese año y luego fue nombrado embajador en Venezuela hasta 1945. Ejerció como embajador en Guatemala de 1945 a 1948, embajador en Argentina de 1953 a 1955, y embajador en Yugoslavia de 1958 a 1961.

## Reconocimientos
- Gran cruz de la orden al Mérito. Argentina.[5]
- Gran oficial de la orden del Quetzal. Guatemala.[6]
- Cruz de comendador de la orden Polonia Restituta. Polonia.[7]
- Gran cordón de la orden del Libertador. Venezuela.[8]
- Primer grado de la orden de la Bandera Yugoslava. Yugoslavia.[9]